# Pablo Asen
Pablo Asen (en griego: Παύλος Ασάνης), fue un funcionario bizantino del siglo XV.
Fue gobernador de Constantinopla entre 1438 y 1440, tras ser enviado en una embajada a la corte del sultán otomano Murad II en 1437. Se le conoce con el título de arconte, siendo uno de los últimos arcontes bizantinos. Se casó con una mujer de la familia Paleólogo y tuvo tres hijos: Mateo, Teodora, quien se casó con Demetrio Paleólogo, déspota de Morea, y Simónida.